# 21st Army Group
Die 21st Army Group (deutsch 21. Heeresgruppe) war ein Großverband der Zeit des Zweiten Weltkrieges unter britischem Oberkommando, der vor allem aus britischen und kanadischen Verbänden bestand. Sie kämpfte an der Westfront. Das Oberkommando wurde im Juli 1943 in England für die geplante Operation Overlord, die Invasion auf dem Kontinent, gebildet und stand ab Januar 1944 unter dem Kommando des Supreme Headquarters Allied Expeditionary Force (SHAEF). Die 21st Army Group operierte nach der Landung in der Normandie (ab 6. Juni 1944) in Nordfrankreich, Luxemburg, Belgien, den Niederlanden und Deutschland. Danach wurde sie umgewidmet („redesignated“) zur Britischen Rheinarmee (British Army of the Rhine = BAOR).

## Normandie
Die 21st Army Group kontrollierte in der ersten Phase der Operation Overlord sämtliche alliierten Bodenstreitkräfte (1. US-Armee und britische 2. Armee). Am 1. August 1944 trat die Neugliederung der alliierten Streitkräfte in Kraft, nach der alle amerikanischen Bodentruppen unter dem Befehl der 12th Army Group standen, während die 21st Army Group die britische 2. und die 1. Kanadische Armee umfasste. Den Gesamtbefehl über die Bodenstreitkräfte behielt Bernard Montgomery bis zum 31. August 1944, danach wurde Dwight D. Eisenhower Oberkommandierender der interalliierten Streitkräfte.
Am 29. August 1944 hatten sich die Deutschen großenteils und ohne ihre schwere Ausrüstung hinter die Seine zurückgezogen. Die Hafenstädte waren formell zu „Festungen“ erklärt worden – eine Idee von Hitler aus dem Frühjahr 1944 und auch Propagandazwecken dienend. Sie leisteten der 1. kanadischen Armee nur begrenzten Widerstand. Paris hatte am 25. kapituliert; Dietrich von Choltitz ignorierte einen Durchhaltebefehl ("Trümmerfeldbefehl") von Adolf Hitler.
Die 21st Army Group hatte unter anderem  die Aufgabe, die Häfen an der Kanalküste zu erobern und die Abschussplätze für die V1- und V2-Raketen auszuschalten. Der Vormarsch erfolgte so zügig – 250 km in vier Tagen – dass Antwerpen am 4. September 1944 unverteidigt und mit intakten Hafenanlagen besetzt werden konnte. Der Vormarsch durch Nordfrankreich und Belgien war ein Tempovorstoss, der Montgomery veranlasste, die anschließende Eroberung des Ruhrgebietes zu planen. Dies wurde von Eisenhower nicht unterstützt, der ein gleichmäßiges Vorrücken der gesamten Front von der Nordsee bis zur Schweiz vorsah.

## Operation Market Garden
Mitte September erreichten Teile der 21st Army Group die niederländische Grenze. Sie unterbrachen ihren Vormarsch mangels Nachschub und weil die Wehrmacht zahlreiche Deiche gesprengt und Gebiete geflutet hatte. Weil die Alliierten zuvor französische und belgische Eisenbahnlinien bombardiert hatten und weil die Deutschen von der nördlichen Seite der Scheldemündung (Halbinsel Walcheren) aus den Hafen von Antwerpen bedrohten, konnten sie diesen noch nicht für den eigenen Nachschub nutzen; dieser rollte vor allem auf Lastwagen ostwärts (Red Ball Express). Um den Hafen freizubekommen, führten kanadische Streitkräfte zwischen dem 2. Oktober und dem 8. November 1944 die verlustreiche Schlacht an der Scheldemündung.
Nach diesem schnellen Vormarsch gab es große Hoffnungen, den Krieg noch vor Jahresende 1944 beenden zu können. Dies setzte voraus, den Rhein – die letzte große natürliche Barriere – überqueren zu können. Operation Market Garden zielte darauf, wichtige Brücken dafür zu erobern. Man setzte Fallschirmspringer und Luftlandetruppen ein und setzte darauf, ihnen mit gepanzerten Kräften zur Hilfe kommen zu können, die zügig via Eindhoven und Nijmegen nach Arnheim vorstoßen sollten. So sollte der Weg ins Ruhrgebiet und in die norddeutsche Tiefebene geöffnet werden.

## Oberbefehlshaber
- Juni 1943 – Dezember 1943: General Sir Bernard Paget[2]
- Januar 1944 – August 1945: General Sir Bernard Montgomery[3]